# Javier Gallego
Javier Gallego «Crudo» (Madrid, 1975) é um jornalista, músico e poeta espanhol. Especialmente conhecido por dirigir e apresentar o programa Carne cruda.

## Biografia
Javier Galego é licenciado em Jornalismo e mestrado em rádio pela Universidade Complutense de Madrid. Tem apresentado diversos programas radiofónicos como De 9 a 9 y media em Cadena SER, No somos nadie em M80 Radio ou Especia Melange em Radio 3, onde também participou na equipa de produção do serial Cuando Juan y Tula fueron aSiritinga, dirigido por Carlos Faraco, durante a direcção de Federico Volpini. Em televisão, tem conduzido junto a Pepa Bueno Esta mañana em TVE e guionizado Caiga quien caiga na laSexta.
Desde 2009 dirige Carne cruda (Carne crua), recebendo o Prêmio Ondas 2012 ao melhor programa de rádio.
Além de seu trabalho em meios de comunicação, é bateria da banda Forastero e tem gravado cinco discos com os grupos Dead Capo, Insecto e My Criminal Psycholovers. Também tem escrito vários livros de poemas e colaborado em outras tantas publicações.

## Livros
- El grito en el cielo (2016).[6]
- Abolición de la pena de muerte (2013).[7]
- Lo llevamos crudo (2012).[8]

### Colaborações
- Reaccionados: propuestas económicas, sociales y legales para hacer posible otro mundo (2015).[9]
- El relaxing café con leche y otros hitos de la marca España (2013).[10]
- Simpatía por el relato: antología de cuentos escritos por rockeros (2010).[11]
- Trelatos. Ficcionario de Radio 3 (2003).[12]